# 北海道&東日本パス

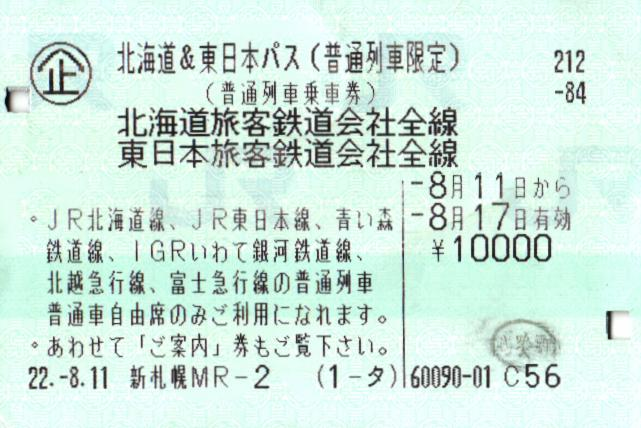
北海道&東日本パス

北海道&東日本パス（ほっかいどうアンドひがしにほんパス）は、北海道旅客鉄道（JR北海道）、東日本旅客鉄道（JR東日本）が共同で発売する特別企画乗車券である。
JR北海道・JR東日本・青い森鉄道・IGRいわて銀河鉄道（IGR）・北越急行の各鉄道線の快速、普通列車の普通車自由席並びにJR東日本のBRTが連続する7日間乗り降り自由となるフリーきっぷである。

## 概要
通用範囲は北海道・東北・関東・甲信越の4地方にまたがり、JR北海道・JR東日本・青い森鉄道・IGR・北越急行の5社の鉄道線の「普通列車」と「快速列車」の「普通車自由席」並びにJR東日本のBRTが利用でき、乗り降り自由である。利用者1名が利用開始日から連続した7日間での利用が可能。春、夏、冬に発売されている。
新幹線や特急列車は基本的には利用できない。

## 利用条件

### 有効期間
- 購入時に利用開始日を指定し、その日を1日目として連続した7日間有効である。

### 本券のみで利用可能な列車・設備
原則として本券のみで乗車できる列車・設備は普通列車（快速等を含む、以下同様）の普通車自由席のみである。
ただし、特例として本来乗車することが認められていない特急列車に乗車できる区間や、追加料金を支払うことで利用できるようになる設備・列車が存在する（後述）。

### 別途料金券を購入し利用できる列車・設備
普通列車については、普通車指定席を利用する場合は座席指定券、グリーン車自由席を利用する場合はグリーン自由席券を別途購入し利用可能となる。乗車整理券が必要な列車（ライナー列車）には乗車整理券を別途用意することで乗車できる 。

また、急行列車は急行券を別途購入すると普通車自由席に乗車でき、加えて座席指定券・グリーン券・寝台券の追加でそれぞれの設備を利用できる。
北海道新幹線新青森駅 - 新函館北斗駅間については、各駅相互発着の場合に限り、特定特急券（普通車指定席の空いている席を利用可能）を別途購入し乗車が可能である（北海道新幹線#乗車券の特例制度）。ただし、特例区間を超え東北新幹線にまたがって乗車する場合、もしくは特例区間内であっても特定特急券以外の料金券で乗車する場合（グリーン車・グランクラスを利用、または普通車を指定席特急券で利用する場合）は乗車した全区間の運賃・料金が必要となる。

### 特例

#### 本券のみで特急・急行列車に乗車できる特例
以下の区間においては、区間内の相互発着の場合に限り本券のみで、JR北海道線においては特急・急行列車の普通車指定席の空席、JR東日本線においては特急・急行列車の普通車自由席に乗車できる。いずれの路線も特例区間外にまたがって乗車した場合、また特例区間内であっても指定条件以外の設備を利用する場合は乗車した全区間の運賃・料金が必要となる。
- JR北海道
  - 石勝線：新夕張駅 - 新得駅間各駅相互発着[注 9]
  - 室蘭本線：東室蘭駅 - 室蘭駅間各駅相互発着[注 10]
- JR東日本
  - 奥羽本線：新青森駅 - 青森駅間[注 11]

#### 本券のみで全車指定席の普通列車の普通車の空席に乗車できる特例
奥羽本線新青森駅 - 青森駅間に限り、全車指定席の普通列車（快速「リゾートしらかみ」など）の普通車の空席を本券のみで乗車できる。

### その他
- 有効期間最終日の乗車が翌日にまたがる場合は、標準ダイヤにおける最終列車まで有効となる[注 13]。
- 在来線では自動改札機が利用できる。また北海道新幹線においては有効な特定特急券と同時使用する場合に限り、新青森 - 新函館北斗の各駅で自動改札機の利用が可能である。

### 以前にあった制度
2025年夏季発売分現在、かつて存在した以下の制度・特典は廃止・休止されている。

#### 「北海道&東日本パス北海道線特急オプション券」の発売
- 「北海道&東日本パス北海道線特急オプション券」
  - 有効な「北海道&東日本パス」を所持することを条件に、1日に限りJR北海道線の北海道新幹線の普通車空席と特急自由席が乗り降り自由となる。乗車が翌日にまたがる場合は、その列車が0時を過ぎて最初に停車する駅まで有効となる。1枚の「北海道&東日本パス」に対して組み合わせて利用できる「北海道&東日本パス北海道線特急オプション券」の枚数に制限はない。ただし、8月1日 - 8月19日、8月20日（2018年度のみ）、12月28日 - 翌年1月6日は「北海道&東日本パス北海道線特急オプション券」は利用できない。
  - 発売額
2018年春季 - 2019年夏季：大人6,000円、小児3,000円
2019年冬季以降：大人6,110円、小児3,050円
  - 2018年度より発売開始。2023年度冬季分の発売を最後に、2024年度以降は発売を休止している[注 14]。

#### その他
- 急行「はまなす」の普通車自由席に限り追加料金無しで乗車可能[注 15][注 16][2]。
- 津軽海峡線（津軽線・海峡線）の蟹田駅 - 木古内駅間内の各駅相互発着の場合に限り特急・急行列車の普通車自由席に本券のみで乗車できる[注 17][3]。
- 新青森駅 - （青森駅） - 函館駅間内の各駅相互発着の場合では、別途自由席特急券を追加購入すれば特急列車の普通車自由席に乗車できる[注 18][注 19][3]。
- 富士急行線の普通列車の普通車自由席が乗り降り自由[注 20][4]。
- 駅レンタカーの割引サービス「トレン太くん」を受けることができる[5]。
- 三陸鉄道で有効な「北海道&東日本パス」を提示することで「三鉄1日とく割フリーパス」（北リアス線用・南リアス線用）の購入が可能[注 21][注 22][5]。
- ユースホステルが割引料金で利用できる[5]。

## 発売について
JR北海道・JR東日本のみどりの窓口および指定席券売機、JR東日本の「駅たびコンシェルジュ」、フリーエリア内の主な旅行会社などで購入可能である。

### 発売条件
発売条件について、春季および夏季については2025年、冬季については2024年の事例を以下に説明する。
- 発売額：大人11,530円、小児5,760円[注 23]
- 発売期間と利用可能期間
  - 春季
    - 発売期間：2月13日 - 3月25日
    - 利用期間：2月22日 - 3月31日

  - 夏季
    - 発売期間：6月20日 - 9月24日
    - 利用期間：7月1日 - 9月30日

  - 冬季
    - 発売期間：12月1日 - 翌年1月4日
    - 利用期間：12月10日 - 翌年1月10日

発売期間内では、利用開始日の1ヶ月前から利用開始日当日までの間が購入可能。

## 「青春18きっぷ」との比較
性格が近く、発売と利用期間が重なる「青春18きっぷ」との比較では、下表のように本券のほうが1日あたりの単価や、東日本地域に限定すれば利用可能路線・種別の面でのメリットがあるが、他方、利用エリアが限定されるなどの制約もある。
|                                        | 北海道&東日本パス | 青春18きっぷ |
| -------------------------------------- | --- | --- |
| 通用範囲                               | JR北海道・JR東日本・青い森鉄道・ IGR・北越急行の各鉄道・JR東日本BRT全線                                                | JR鉄道・JR東日本BRT全線・日田彦山線BRT・JR宮島航路 （青い森鉄道線・あいの風とやま鉄道線・ IRいしかわ鉄道線・ハピラインふくい線通過特例、 バス特例あり）                                |
| 有効日数                               | 連続した7日間 | 連続した3日間または5日間 |
| 1日あたりの単価 （大人）               | 1,647円 | 3,333円（3日用）、2,410円（5日用） |
| 大人価格                               | 11,530円 | 10,000円（3日用）、12,050円（5日用） ともに小児同額。 |
| 小児価格                               | 5,760円 | 10,000円（3日用）、12,050円（5日用） ともに小児同額。 |
| 北海道新幹線 および 道南いさりび鉄道線 | 北海道新幹線は全区間において別途特定特急券を購入することで普通車の空席に限り乗車可能。道南いさりび鉄道線では利用不可。 | 「青春18きっぷ北海道新幹線オプション券」購入により、 北海道新幹線新青森 - 木古内間で普通車の空席を、道南いさりび鉄道線の木古内 - 五稜郭間で普通列車の普通車自由席を片道1回利用できる。 |

## 沿革
発売および利用可能期間と主な変更点を記す。年を跨ぐ冬季を含むため、年表記は発売開始日を基準とする。特に記述のない事項については、制度（発売額・発売期間・利用可能期間・各規則）が前年度冬季分ないし最終分から変更されていないものとする。
- 2002年
12月21日発売開始。JR東日本、JR北海道、青い森鉄道、IGRいわて銀河鉄道、北越急行の普通、快速列車および急行「はまなす」の普通車自由席が5日間乗り降り自由の特別企画乗車券として発売開始[注 29][10]。
  - 発売額は大人・小児共通10,000円。
  - 発売期間12月21日 - 翌年1月22日・利用可能期間12月21日 - 翌年1月26日。
  - 同月1日に快速「海峡」が廃止されたことにより、津軽線蟹田 - 海峡線木古内間の津軽海峡線系統の定期普通列車が全廃となったことに伴い、特急列車の自由席に限り、同区間を普通乗車券のみで乗車できる特例が設けられたが、本券においても同様の特例が設定された。また、以前より普通乗車券のみで石勝線新夕張 - 新得間の特急列車の普通車自由席を利用できる特例が存在したが、こちらについても本券に同様の特例が設定された。
- 2003年
  - 春季：JR北海道の自動改札機に対応。
    - 発売期間3月20日 - 4月16日・利用可能期間3月20日 - 4月20日[11]。

  - 夏季：発売期間7月18日 - 9月6日・利用可能期間7月20日 - 9月10日[12]。
  - 冬季：発売期間・利用可能期間の変更。
    - 発売期間12月8日 - 翌年1月21日・利用可能期間12月13日 - 翌年1月25日[13]。
- 2004年
発売期間・利用期間の変更。
  - 春季：定期普通列車のない海峡線を含む津軽海峡線を移動する際の利便を図るべく、特急利用の特例を追加。
    - 発売期間2月20日 - 4月7日・利用可能期間2月27日 - 4月11日。
    - 青森 - 函館間内相互発着に限り、別途自由席特急券の購入で特急列車自由席が利用可能となる[注 30]。

  - 夏季：発売期間7月1日 - 9月16日・利用可能期間7月16日 - 9月20日[14]。
  - 冬季：発売期間12月1日 - 翌年1月19日・利用可能期間12月3日 - 翌年1月23日[15]。
- 2005年
発売期間・利用期間の変更[16]。
  - 春季：発売期間2月20日 - 4月6日・利用可能期間2月25日 - 4月10日。
  - 夏季：発売期間7月1日 - 9月15日・利用可能期間7月15日 - 9月19日。
  - 冬季：発売期間12月1日 - 翌年1月18日・利用可能期間12月2日 - 翌年1月22日。
- 2006年
発売期間・利用期間の変更[17]。
  - 春季：発売期間2月19日 - 4月5日・利用可能期間2月24日 - 4月9日。
  - 夏季：発売期間6月30日 - 9月14日・利用可能期間7月14日 - 9月18日。
  - 冬季：発売期間11月26日 - 翌年1月17日・利用可能期間12月1日 - 翌年1月21日。
- 2007年
発売期間・利用期間の変更[18]。
  - 春季：発売期間2月18日 - 4月4日・利用可能期間2月23日 - 4月8日。
  - 夏季：発売期間6月29日 - 9月13日・利用可能期間7月13日 - 9月17日。
  - 冬季：発売期間11月25日 - 翌年1月16日・利用可能期間11月30日 - 翌年1月20日。
- 2008年
発売期間・利用期間の変更[19]。
  - 春季：青函トンネル開業20周年記念として、春季のみ9,500円の特別価格で発売された[20]。
    - 発売期間2月17日 - 4月9日、利用可能期間2月22日 - 4月13日。

  - 夏季：発売期間6月27日 - 9月11日・利用可能期間7月11日 - 9月15日。
  - 冬季：発売期間11月23日 - 翌年1月21日・利用可能期間11月28日 - 翌年1月25日。
- 2009年
  - 春季：発売期間・利用可能期間の変更[21]。
    - 発売期間2月20日 - 3月31日・利用可能期間3月1日 - 4月10日。

  - 夏季：発売期間・利用可能期間の変更および利用可能路線の追加[22]。
    - 発売期間7月1日 - 8月31日・利用可能期間7月20日 - 9月30日。
    - フリーエリアに富士急行線が追加された。

  - 冬季：発売期間・利用可能期間の変更[22]。
    - 発売期間12月1日 - 翌年1月10日・利用可能期間12月10日 - 翌年1月20日。
- 2010年
  - 春季：発売期間・利用可能期間の変更。
    - 発売期間2月20日 - 4月7日・利用可能期間3月1日 - 4月11日。

  - 夏季：発売期間・利用可能期間の変更。小児運賃の追加、有効日数の拡大、急行に関する利用条件の変更を実施[23]。
    - 発売期間7月1日 - 9月6日・利用可能期間7月20日 - 9月12日。
    - 発売額は大人10,000円・小児5,000円。
    - 有効期間は利用開始日から連続した7日間。
    - 本券のみで「はまなす」自由席を利用できる制度の廃止。さらに急行列車は急行券、座席指定券、グリーン券、寝台券の購入で各設備が利用可能となった。
      - 例えば、「能登」[注 31]、「きたぐに」[注 32]も利用出来るようになった。同時にこれまで本券のみで乗車できた「はまなす」自由席利用の際にも急行券が必要となったが、それまで完全に利用不可であった指定席・寝台についても別途料金で利用できるようになった。

  - 冬季：発売期間・利用可能期間の変更。
    - 発売期間12月1日 - 翌年1月4日・利用可能期間12月10日 - 翌年1月10日[注 33]。
    - 12月より奥羽本線新青森 - 青森間のみで特急列車の普通車自由席を利用する場合、乗車券のみで乗車可能になる特例が設定されたが、本券には同様の特例は適用されなかった。
    - 12月4日の東北新幹線八戸 - 新青森間開業に伴い、それまでフリーエリアであった東北本線八戸 - 青森間は青い森鉄道に移管されたが、移管後の区間がフリーエリアに含まれた[注 34]。
- 2011年[24]
  - 春季：発売期間・利用可能期間・規則の変更。
    - 発売期間2月20日 - 4月4日・利用可能期間3月1日 - 4月10日。
    - 別途自由席特急券の購入で特急列車自由席が利用可能となる特例区間を新青森 - 函館間内相互発着に拡大。

  - 夏季：発売期間・利用可能期間の変更。
    - 発売期間6月20日 - 9月24日・利用可能期間7月1日 - 9月30日[注 33]。
- 2012年
  - 夏季：規則の変更[25]。
    - 本券のみで特急列車に乗車できる特例区間に、奥羽本線新青森 - 青森間を追加。
- 2014年
  - 春季：発売期間・利用可能期間の変更[26]。
    - 発売期間2月20日 - 3月31日・利用可能期間3月1日 - 4月6日。
      - 2011年発売分以来の変更。発売期間・利用可能期間ともに4日間短縮。開始日に変更はなし。

  - 夏季：消費税率変更に伴う発売額の変更[27]。
    - 当期分より発売額を大人10,290円・小児5,140円に改定。
- 2015年
  - 春季：発売期間・利用可能期間の変更[28]。
    - 発売期間3月5日 - 4月17日・利用可能期間3月14日 - 4月23日。
      - 前年に次いでの変更。期間の日数は2013年発売分に戻ったが、発売期間・利用可能期間ともに13日後ろ倒しされた。

    - 3月14日の北陸新幹線開業に伴い、前期分までフリーエリアであった信越本線長野 - 直江津間は、第三セクター鉄道のしなの鉄道北しなの線（長野 - 妙高高原）およびえちごトキめき鉄道妙高はねうまライン（妙高高原 - 直江津）に移管されたが、移管後の同区間はフリーエリアに含まれなかった[4]。
- 2016年
  - 春季：北海道新幹線開業に伴い、その開業日を挟んで利用可能期間が2期に区切られる。利用可能期間が開業前後をまたぐ設定はされなかった[29]。
    - 第1期：北海道新幹線開業に伴う期間設定。制度の変更。
      - 発売期間2月20日 - 3月13日・利用可能期間3月1日 - 3月19日。
      - 富士急行線がフリーエリアから除外される。

    - 第2期：北海道新幹線開業に伴う期間設定。発売額・制度の変更。
      - 発売期間2月26日 - 4月16日・利用可能期間3月26日 - 4月22日。
      - 発売額を大人10,850円・小児5,420円に改定。
      - 3月26日の北海道新幹線開業に伴い、海峡線の定期旅客列車全廃および江差線の第三セクター移管により、両線がフリーエリアから除外。江差線の移管先である道南いさりび鉄道線（木古内 - 五稜郭）はフリーエリアに含まれなかった。
      - 北海道新幹線新青森 - 新函館北斗相互間に限り、特定特急券を別途購入すれば乗車できるようになる。
- 2017年
  - 春季：発売期間・利用可能期間・制度の変更[30]。
    - 発売期間2月20日 - 4月16日・利用可能期間3月1日 - 4月22日。
      - 特別設定であった前年度春季分と異なり、発売期間・利用可能期間ともに中断せず通しとなる。

    - 奥羽本線新青森 - 青森間に限り、全車指定席の快速・普通列車の普通車指定席の空席に、本券のみ（指定席券なし）で乗車できる特例を追加。
- 2018年
  - 春季：「北海道&東日本パス北海道線特急オプション券」の発売開始[31]。
    - 発売額は大人6,000円・小児3,000円。
    - 当初は当季限定として発売されていた。

  - 夏季：「北海道&東日本パス北海道線特急オプション券」を通年発売とする[32]。
    - 8月1日 - 8月20日、12月28日 - 翌年1月6日は利用できない。
- 2019年
  - 「北海道&東日本パス北海道線特急オプション券」を利用できない期間が、 8月1日 - 8月19日・12月28日 - 翌年1月6日に変更となる[33]。
  - 冬季：消費税率変更に伴う発売額の変更[34]。
    - 発売価格を改定。冬季発売分から大人11,330円・小児5,660円に、「北海道&東日本パス北海道線特急オプション券」は、大人6,110円・小児3,050円となる。
- 2024年
  - 春季：規則の変更等[35]。
    - 「北海道&東日本パス北海道線特急オプション券」の販売を休止。
    - 同年3月16日のダイヤ改正に伴い、同日付で以下の規則の変更。
      - 石勝線特急列車の全車指定席化に伴い、本券のみで特急列車に乗車できる特例区間（新夕張 - 新得相互間）の利用可能設備を普通車自由席から普通車指定席の空席に改められる。
      - これまで室蘭本線東室蘭 - 室蘭間を普通列車として運行されていた特急「すずらん」が全区間で特急列車として運行されるようになったことに伴い、室蘭本線東室蘭 - 室蘭相互間の特急列車の普通車指定席の空席を本券のみで乗車できるようになる。

  - 冬季：有効期間最終日の扱いの変更[8]。
    - 最終日の翌日にまたがる場合は、以前は乗車した列車が0時を過ぎて最初に停車する駅まで有効であったものが、標準ダイヤの最終列車まで有効となる。
- 2025年
  - 春季：発売期間・利用可能期間の変更[7]。
    - 発売期間2月13日 - 3月25日・利用可能期間2月22日 - 3月31日[注 33]。

  - 夏季：発売額の変更[1]。
    - 同年4月1日付のJR北海道の運賃改定に伴い、発売価格を改定。大人11,530円・小児5,760円となる。